# پارک ملی ژانگ‌جیاجی
پارک ملی ژانگ جیاجی از پارک‌های جنگلی کشور چین است و در شمال استان هونان (به استان شیان هم شهرت دارد) قرار دارد. این پارک با ۴۸۱۰ هکتار مساحت از بزرگ‌ترین بوستان‌های جنگلی چین است.

## جاذبه‌های توریستی و تاریخی پارک ملی

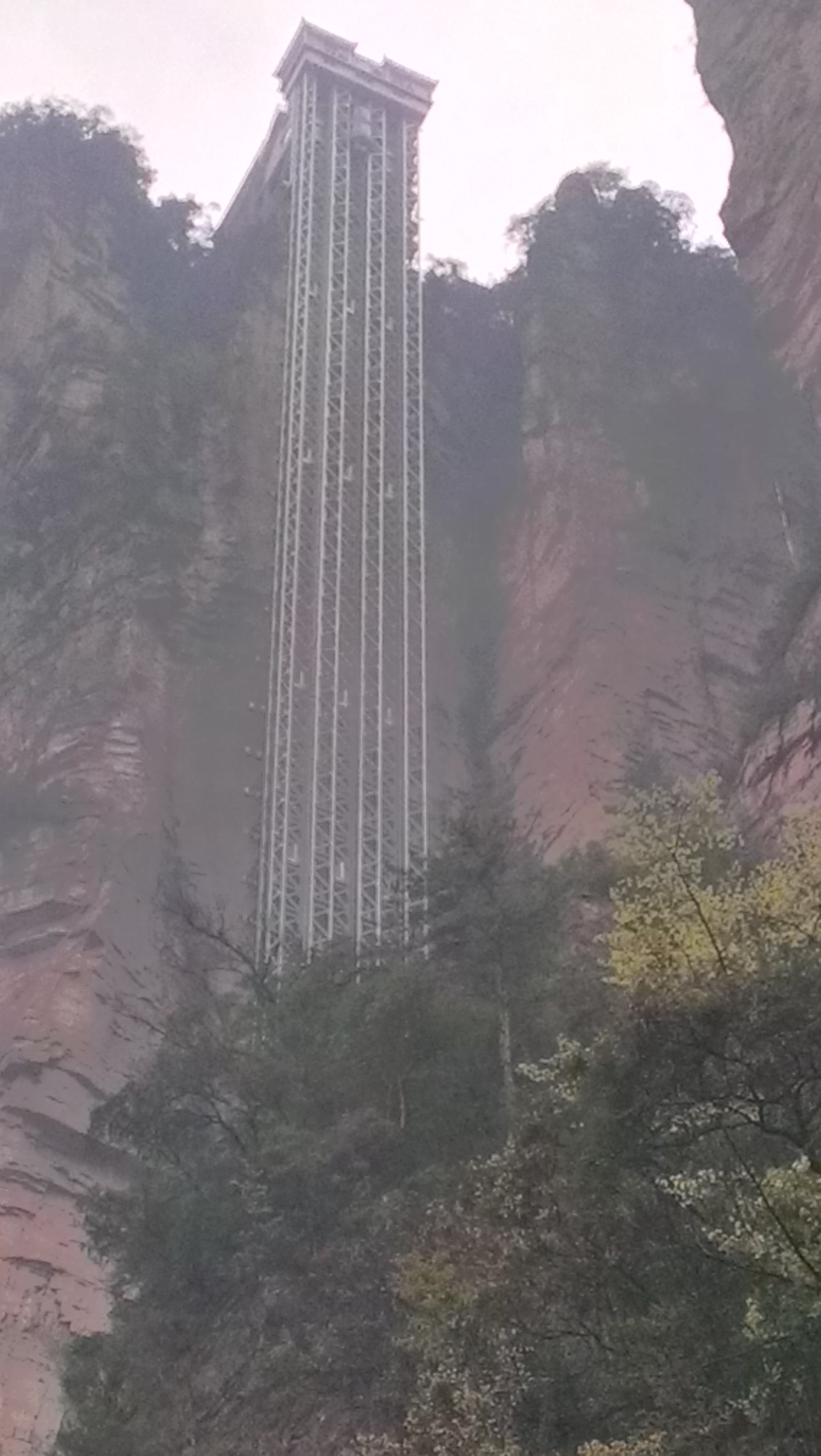
بالابر بایلونگ

- کوهستان یوان ژیاژیه
- جاده تونتیان
- بلندترین آسانسور جهان
- رودخانه جریان‌های طلایی
- دروازه بهشت
- بزرگترین پل شیشه ای جهان